# 南美吻陶鯰
南美吻陶鯰，為輻鰭魚綱鯰形目鼬鯰科的其中一種，為熱帶淡水魚，分布於南美洲布朗庫河流域，體長可達9.6公分，棲息在底層水域，生活習性不明。

## 扩展阅读
維基物種上的相關：南美吻陶鯰